# بیانکا رایان
بیانکا رایان (انگلیسی: Bianca Ryan؛ زادهٔ ۱ سپتامبر ۱۹۹۴) یک موسیقی‌دان اهل ایالات متحده آمریکا است. وی از سال ۲۰۰۶ میلادی تاکنون مشغول فعالیت بوده‌است. او برنده فصل اول امریکاز گات تلنت است.